# Sinzos
Sinzos es una comuna francesa situada en el departamento de Altos Pirineos, en la región de Occitania. Tiene una población estimada, a inicios de 2020, de 131 habitantes.
Histórica y culturalmente es parte del antiguo condado de Bigorra. Está ubicada en las laderas boscosas de la margen izquierda del Arros, afluente del río Adur.